# Patapon 2: Don Chaka
Patapon 2 (яп. パタポン2 ドンチャカ♪) — видеоигра, изданная для портативной консоли PSP, объединяющая в себе особенности жанров ритм-игр, стратегий и симуляторов бога. Игра представлена в рисованном двухмерном окружении, разработанном известным французским графическим дизайнером Ролито.
Игрок представляется божеством, которое командует армией небольшого племени при помощи различных ритмов, выбиваемых им самим. Игра была разработана и произведена той же студией, которая разработала LocoRoco. Является продолжением видеоигры Patapon, и предшественницей Patapon 3.

## Игровой процесс
Игрок управляет племенем, состоящим из пехоты, лучников, конницы, боевых музыкантов и берсерков, а также магов, всадниками на птицах и патапонами с большими руками. Изначально армия игрока состоит только из копейщиков (Yaripon), но по мере прохождения игры игрок получает в своё распоряжение большее количество юнитов. Армия управляется набиванием ритма на четырех виртуальных барабанах, каждый из которых представлен одной из четырех кнопок контроля PSP. Продолжительное сохранение игроком ритма приводит его армию в Fever mode, который увеличивает боевые способности Патапонов.
По мере продвижения игроком игрового прогресса появляются новые противники, открываются новые ритмы. Между миссиями игрок может развивать войска, используя различные ресурсы, полученные во время миссий, тратя валюту, названную «ka-ching», а также формируя отряды и приобретая новое оружие.

## Сюжет
Игра начинается с того момента, где заканчивается первая часть. Патапоны и Зиготоны строят корабль, чтобы на нём искать Край Земли. Но корабль терпит крушение, Хатапона с барабаном Pata(□) выбрасывает на берег. Он находит Ярипонов и жрицу Меден. И затем они снова отправляются в опасное путешествие на Край Света.
Впервые встретившись с Додонгой (драконом), Патапоны спасают Патапона-героя в маске. Они приводят его в Патаполис и игрок вводит имя этому герою. Этот патапон является универсальным воином,
перед каждым заданием можно поменять его специализацию (Ярипон, Татепон, Махопон и т. д.). По умолчанию, герой — Ярипон (патапон с копьём).
Главным отличием героя является способность к супер-удару, который он делает каждый раз при идеальной комбинации команды игрока.

## Нововведения
В игру Patapon 2 включены новые режимы (в том числе режим коллективной игры), множество разнообразных заданий, а также обучающие разделы, в которых игрок учится правильно отбивать ритм Patapon.

## Мини-игра
В мини-игре The Art Of War игрок должен собрать как можно больше персонажей Patapon, а затем сохранить битву с помощью обоев Patapon.

## Отзывы
| Сводный рейтинг | Сводный рейтинг |
| Агрегатор       | Оценка          |
| --------------- | --------------- |
| GameRankings    | 85,62 %         |